# Jacqueline Alauze
Jacqueline Alauze (gift Combernoux), född 10 juni 1906 i Bordeaux, död 31 mars 1993 i La Crau, var en fransk friidrottare med kortdistanslöpning som huvudgren. Alauze blev bronsmedaljör vid damolympiaden Olimpiadi della Grazia 1931 i Florens och var en pionjär inom damidrott.

## Biografi
Jacqueline Edmée Marie Alauze föddes 1906 i Bordeaux i sydvästra Frankrike, i ungdomstiden blev hon intresserad av friidrott. 1924 tävlade hon för idrottsklubben La Clodoaldienne i Saint-Cloud (där hennes syster Edith var aktiv), 1925 bytte hon till Club athlétique des sports généraux (CASG) i Marseille, 1926–1930 tävlade hon för Olympique Marseille, 1931 tävlade hon fristående för Marseille, 1932 tävlade hon åter för CASG i Marseille. Efter ett längre uppehåll gjorde Alauze ett come-back och 1941–1943 tävlade hon för S Marseille UC. Hon tävlade i häcklöping men även kortdistanslöpning och hoppgrenarna höjdhopp och längdhopp.
1925 deltog Alauze i sina första franska mästerskapen (Championnats de France d'athlétisme CFA) hon nådde en 5.e plats i längdhopp och en 6.e plats i längdhopp utan ansats vid tävlingen 12 juli på Stade du Métropolitan Club i Colombes.
Vid franska mästerskapen 14 juli 1926 i Bry-sur-Marne tog hon sina första medaljplatser då hon tog silver i längdhopp (u.a.) och brons i häcklöpning 83 meter, hon nådde även 4.e plats i längdhopp. 1927 tog hon silverplats i häcklöpning och bronsplats i längdhopp vid tävlingar 10 juli i Roubaix.
1928 tog Alauze sin första mästartitel då hon vann häcklöpning 80 meter vid tävlingen 15 juli i Paris, under tävlingen tog hon även silverplats i längdhopp. 1930 blev hon åter fransk mästare i häcklöpning och bronsmästare i längdhopp, samma år deltog hon även vid Internationella kvinnospelen 1930 i Prag dock utan att nå medaljplats.
1931 deltog Alauze vid damolympiaden Olimpiadi della Grazia i Florens, under idrottsspelen vann hon bronsmedalj i häcklöpning 80 meter efter brittiska Muriel Gunn och italienska Trebisonda Valla, samma år försvarade hon sin mästartitel i häcklöpning (83 m) och tog åter silverplats i längdhopp. Vid mästerskapen 1932 tog hon silverplats i häcklöpning och en 6.e plats i längdhopp. Därefter gjorde hon uppehåll från tävlingslivet.
1941 tävlade hon åter i franska mästerskapen och tog silverplats i häcklöpning, 1942 klarade hon en 5.e plats i längdhopp och 1943 blev hon fransk mästare i längdhopp vid tävlingar 18 juli på Stade Pommery i Reims.
Åren 1924–1928 låg hon på topp 9 i världsårsbästa-listan i häcklöpning 80 meter.
Alauze gifte sig kring 1927 med André Samuel Combernoux, senare drog hon sig tillbaka från tävlingslivet. Jacqueline Alauze-Combernoux dog i mars 1993 i La Crau i sydöstra Frankrike.